# Mother Jones
Mary Harris Jones (1. august 1837 – 30. november 1930), bedre kendt som Mother Jones, var en prominent amerikansk arbejder-organisatør.

## Biografi
Hun blev født Mary Harris, datter af en romersk-katolsk landmand, nær byen Cork, Irland. Encyclopedia Britannica lister hendes fødselsdag som 1. august 1837, selvom hun selv hævdede at den var den 1. maj 1830.

## De første år
To store vendepunkter i hendes karriere var, da hun mistede sin mand og fire børn under en gul feber-epidemi i Tennessee i 1867, og da hun mistede sin ejendom under den store brand i Chicago i 1871. Tvunget til at understøtte sig selv blev hun involveret i arbejderbevægelsen og sluttede sig til Knights of Labor, en forløber for Industrial Workers of the World (IWW eller "Wobblies"), som hun hjalp med at blive stiftet i 1905. Hun var aktiv som organisator og underviser i strejker over hele landet. Hun var især involveret i United Mine Workers (UMW) og Socialist Party of America. Som en fagforeningsorganisator vandt hun berømmelse for at organisere hustruer og børn i demonstrationer for deres krav. I 1903 organiserede hun børn der arbejdede i miner og møller i "Børnenes korstog", en march fra Kensington, Pennsylvania til Oyster Bay, New York (præsident Theodore Roosevelts hjem) med bannere der krævede tid til at lege og til at gå i skole. Selv om præsidenten nægtede at mødes med de marcherende bragte marchen emnet om børnearbejde op på toppen af offentlighedens agenda.

## De senere år
I 1913, under Painwillt Creek-Cabin Creek strike i West Virginia, blev Mother Jones sammen med andre fagforeningsfolk anklaget for at være med i en sammensværgelse om at myrde. Hun blev sat i husarrest i Pratt, West Virginia og blev dømt. Hendes arrest rejste et ramaskrig og hun blev snart løsladt da angriberne blev identificeret som værende associeret med en prominent lokal forretningsmand. Efter hendes løsladelse beordrede Senatet en undersøgelse af forholdene i de lokale kulminer.